# TuRU Düsseldorf
TuRU Düsseldorf is een Duitse voetbal- en handbalclub uit Düsseldorf. Voor de opmars van Fortuna Düsseldorf midden jaren twintig was TuRU een tijdlang de beste club van de stad.

## Geschiedenis
In 1919 fuseerden SC Union 05 Düsseldorf (opgericht op 10 mei 1905 uit een fusie tussen Vorwärts Düsseldorf en Borussia Düsseldorf ), VfR Düsseldorf (dat tot juli 1916 SC Athen Düsseldorf heette) en Friedrichstädter TV 1880. De club ging in de nieuwe Bergisch-Markse competitie spelen, een van de hoogste reeksen van de West-Duitse voetbalbond. De club werd meteen kampioen en plaatste zich voor de West-Duitse eindronde. De club verloor meteen van Cölner BC 01. De volgende twee seizoenen eindigde TuRU in de subtop. Van 1922 tot 1926 werden de seizoenen telkens over twee jaar gespreid met elk jaar een heen- of terugronde. In 1922/23 stond de club na de heenronde aan de leiding met het maximum van de punten, omdat er wel elk seizoen een eindronde was plaatste de club zich hiervoor en versloeg Schwarz-Weiß Essen, Duisburger SpV en verloor dan in de finale van 1. FC Arminia Bielefeld. Ook in de terugronde wist de club een comfortabele voorsprong te behouden. De eindronde werd nu in groepsfase gespeeld en TuRU werd derde op zeven clubs. Het volgende seizoen stond Düsseldorfer SC 99 aan de leiding na de heenronde. Vanaf dit seizoen mocht ook de vicekampioen naar een aparte eindronde, waarvan de winnaar nog kans maakte op deelname aan de nationale eindronde. TuRu versloeg SC Gelsenkirchen 07, VfR 04 Köln en SpVgg Hagen 1911. In de kwalificatie tegen de nummer drie van de kampioenen, 1.FC Arminia 1905 Bielefeld won de club met 3:0 en plaatste zich voor de nationale eindronde. Na een 4:1 overwinning op VfR Mannheim verloor de club met dezelfde cijfers van Hertha BSC.
Door een betere terugronde wipte TuRU (en zelfs Fortuna) nog over DSC 99 waardoor de club voor de vierde keer kampioen werd. In de eindronde werd de club vierde. Na dit seizoen werd de competitie opnieuw over één seizoen gespeeld en in twee reeksen. TuRU werd groepswinnaar en verloor in de finale om de titel van Fortuna. TuRU mocht wel naar de eindronde voor vicekampioenen, waar ze groepswinnaar werden waardoor ze nog kans maakten op de eindronde om de landstitel na een testwedstrijd tegen de nummer drie van de kampioenengroep. De tegenstander was toevallig Fortuna. In de beslissende wedstrijd won Fortuna met 2:1 na verlengingen van TuRU. Na twee mindere seizoenen eindigde de club weer in de subtop, maar de titel was te hoog gegrepen. In 1931/32 werd de club wel nog tweede achter Sportfreunde Schwarz-Weiß Barmen, al waren er dat seizoen wel drie groepen. Het volgende seizoen waren er nog maar twee reeksen en werd TuRU nu tweede achter Fortuna, met duidelijke achterstand.
Intussen kwam de NSDAP aan de macht in Duitsland en zij herstructureerden de competitie. De West-Duitse bond en zijn acht competities werden ontbonden en vervangen door drie Gauliga's. De twee groepswinnaars waren geplaatst en omdat dit Fortuna en VfL Benrath waren, twee clubs uit Düsseldorf, kreeg Schwarz-Weiß Barmen de voorkeur op TuRU 1880 ondanks het feit dat deze club een punt meer haalde in de competitie. Na twee seizoenen promoveerde TuRU naar de Gauliga Niederrhein en werd in de eerste twee seizoenen telkens vijfde. De volgende seizoenen eindigde de club rond de zesde of zevende plaats. 1941/42 was een rampjaar voor de stad Düsseldorf dat zijn drie topclubs op de laatste drie plaatsen zag eindigen, TuRU behaalde zelfs slechts één punt.
In 1946 speelde de club opnieuw in de hoogste klasse die toen sterk verdeeld was en eindigde in de middenmoot. Na dit seizoen werd de Oberliga West ingevoerd als hoogste klasse en hiervoor plaatste de club zich niet. Vanaf 1949 speelde TuRU dan in de II. Liga West en degradeerde daar in 1952 en moest de amateurstatus aannemen en zakte weg naar de lagere klassen.
Sinds 2004 speelt de club in de Oberliga Nordrhein en eindigde een aantal jaar in de middenmoot. In 2008 werd de club slachtoffer van de competitieherstructurering. De 3. Liga werd ingevoerd als derde klasse en de Oberliga Nordrhein en Westfalen werden samengevoegd tot de nieuwe NRW-Liga en de club degradeerde naar de Niederrheinliga. In 2012 werd de NRW-Liga opnieuw gesplitst en TuRU promoveerde naar de Oberliga Niederrhein.

## Erelijst
Kampioen Bergisch-Mark
1920, 1923, 1924, 1926

## Eindklasseringen vanaf 1989 (grafisch)
- 1989 7e
Niveau 4
- 1990 7e
Niveau 4
- 1991 15e
Niveau 4
- 1992 12e
Niveau 5
- 1993 6e
Niveau 5
- 1994 1e
Niveau 5
- 1995 6e
Verbandsliga
- 1996 7e
Verbandsliga
- 1997 7e
Verbandsliga
- 1998 9e
Verbandsliga
- 1999 14e
Verbandsliga
- 2000 2e
Niveau 6
- 2001 10e
Verbandsliga
- 2002 14e
Verbandsliga
- 2003 1e
Niveau 6
- 2004 1e
Verbandsliga
- 2005 10e
Oberliga
- 2006 15e
Oberliga
- 2007 11e
Oberliga
- 2008 14e
Oberliga
- 2009 13e
Niveau 6
- 2010 4e
Niveau 6
- 2011 2e
Niveau 6
- 2012 2e
Niveau 6
- 2013 2e
Oberliga
- 2014 8e
Oberliga
- 2015 9e
Oberliga
- 2016 4e
Oberliga
- 2017 11e
Oberliga
- 2018 14e
Oberliga
- 2019 8e
Oberliga
- 2020 9e
Oberliga
- 2021 17e
Oberliga
- 2022 12e
Oberliga
- 2023 92e
Oberliga
- 2024 12e
Niveau 6
- 2025 13e
Niveau 6

- Niveau 4
- Niveau 5
- Niveau 6

| Legenda niveautijdlijn | Legenda niveautijdlijn      | Legenda niveautijdlijn      | Legenda niveautijdlijn      | Legenda niveautijdlijn    | Legenda niveautijdlijn |
| Liga                   | Seizoen 1963/64 t/m 1973/74 | Seizoen 1974/75 t/m 1993/94 | Seizoen 1994/95 t/m 2007/08 | Seizoen 2008/09 tot heden | Opmerking              |
| ---------------------- | --------------------------- | --------------------------- | --------------------------- | ------------------------- | ---------------------- |
| Bundesliga             | Niveau I                    | Niveau I                    | Niveau I                    | Niveau I                  |                        |
| 2. Bundesliga          | --                          | Niveau II                   | Niveau II                   | Niveau II                 |                        |
| 3. Liga                | --                          | --                          | --                          | Niveau III                |                        |
| Regionalliga           | Niveau II                   | --                          | Niveau III                  | Niveau IV                 |                        |
| Oberliga               | --                          | Niveau III *                | Niveau IV                   | Niveau V                  | * vanaf 1978/79        |